# St. Bartholomäus (Waldenburg)

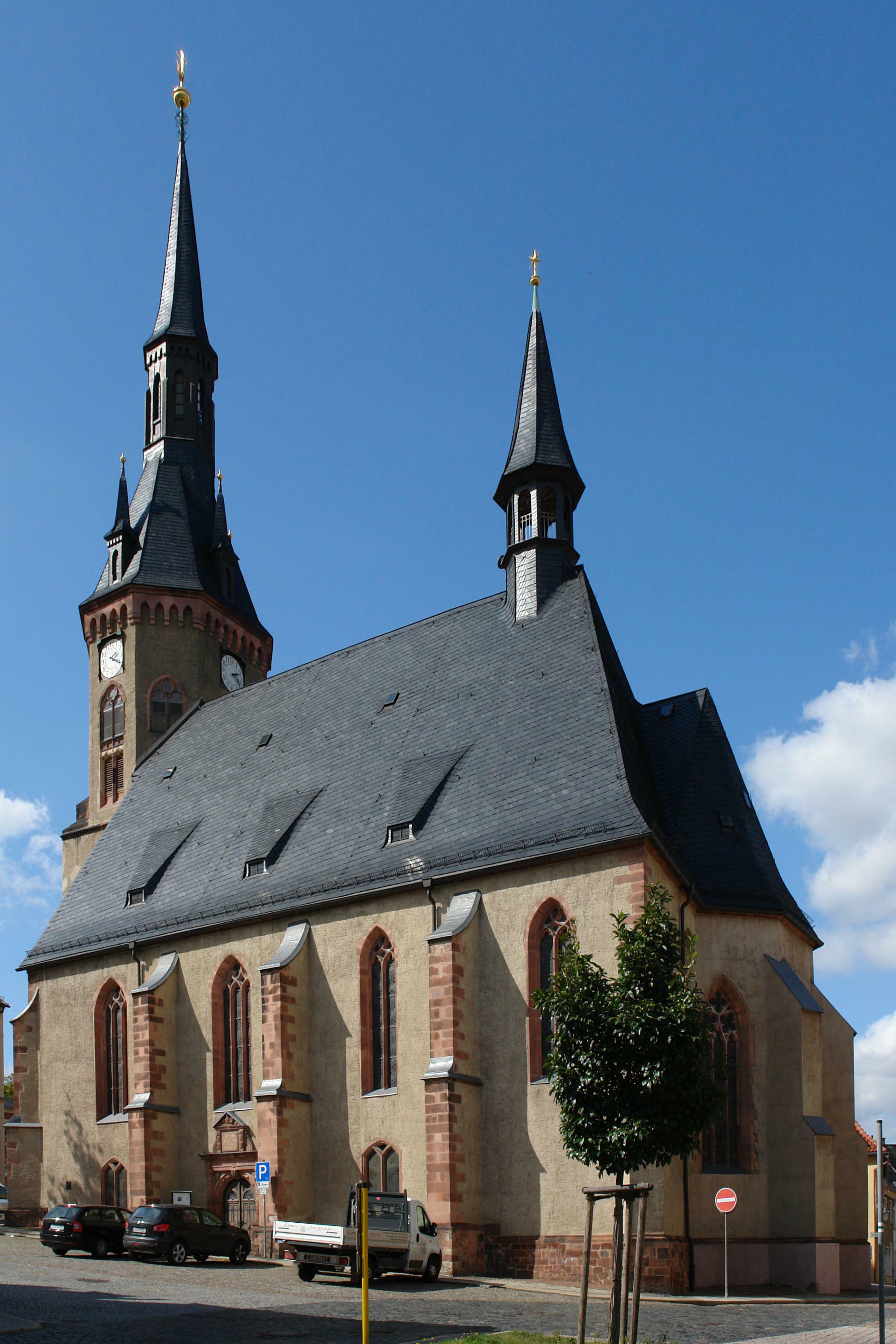
St. Bartholomäus (Waldenburg)

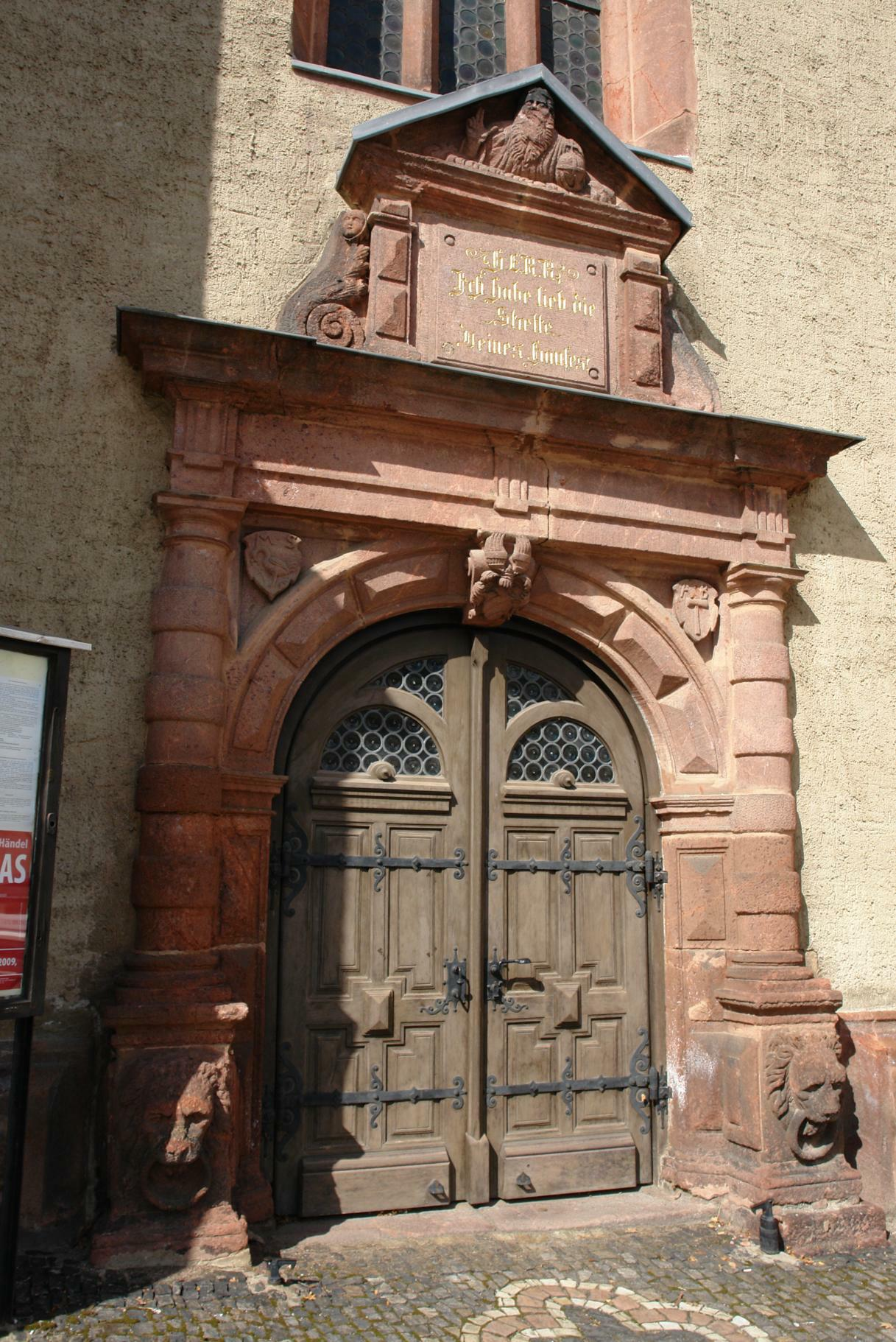
Südportal

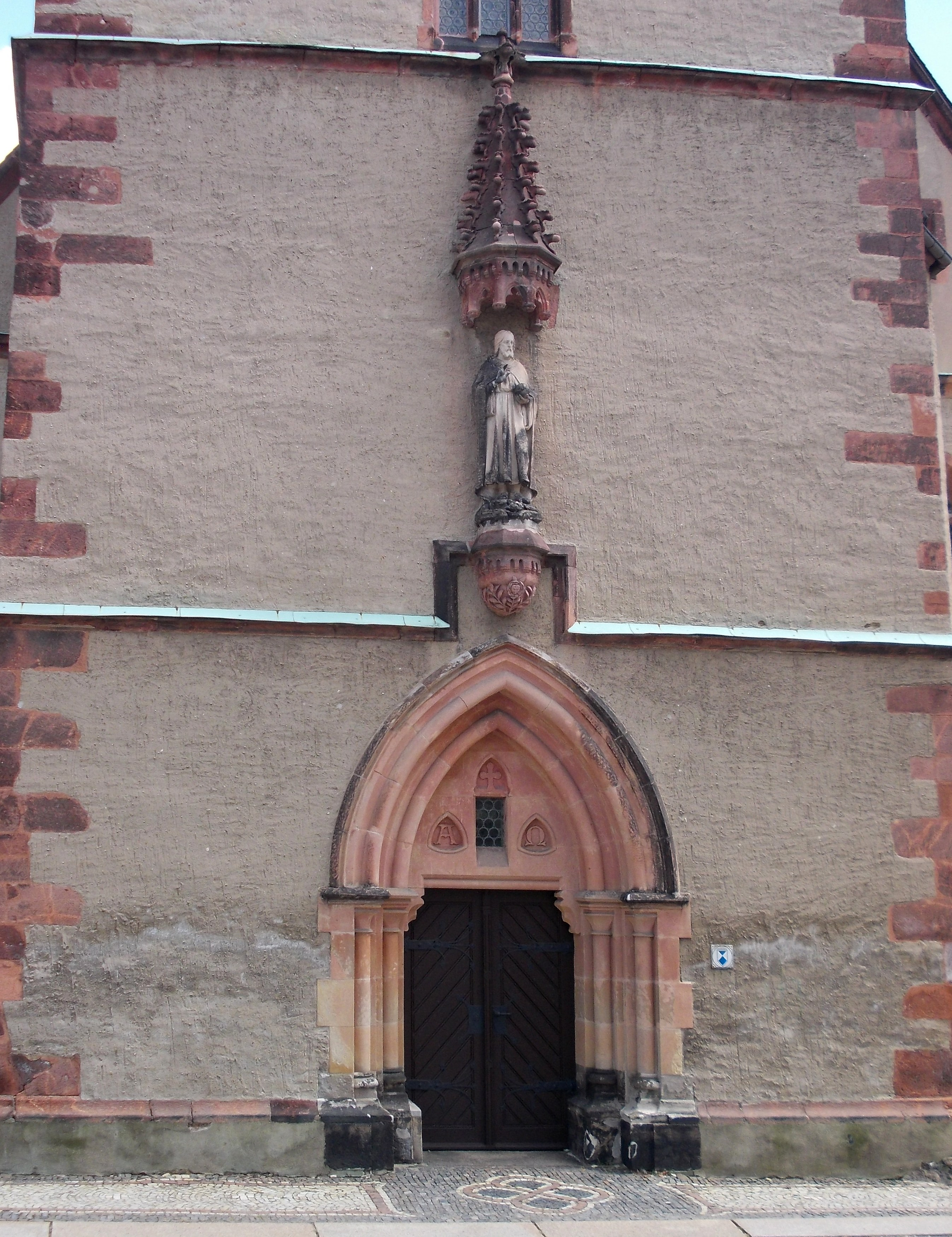
Westportal

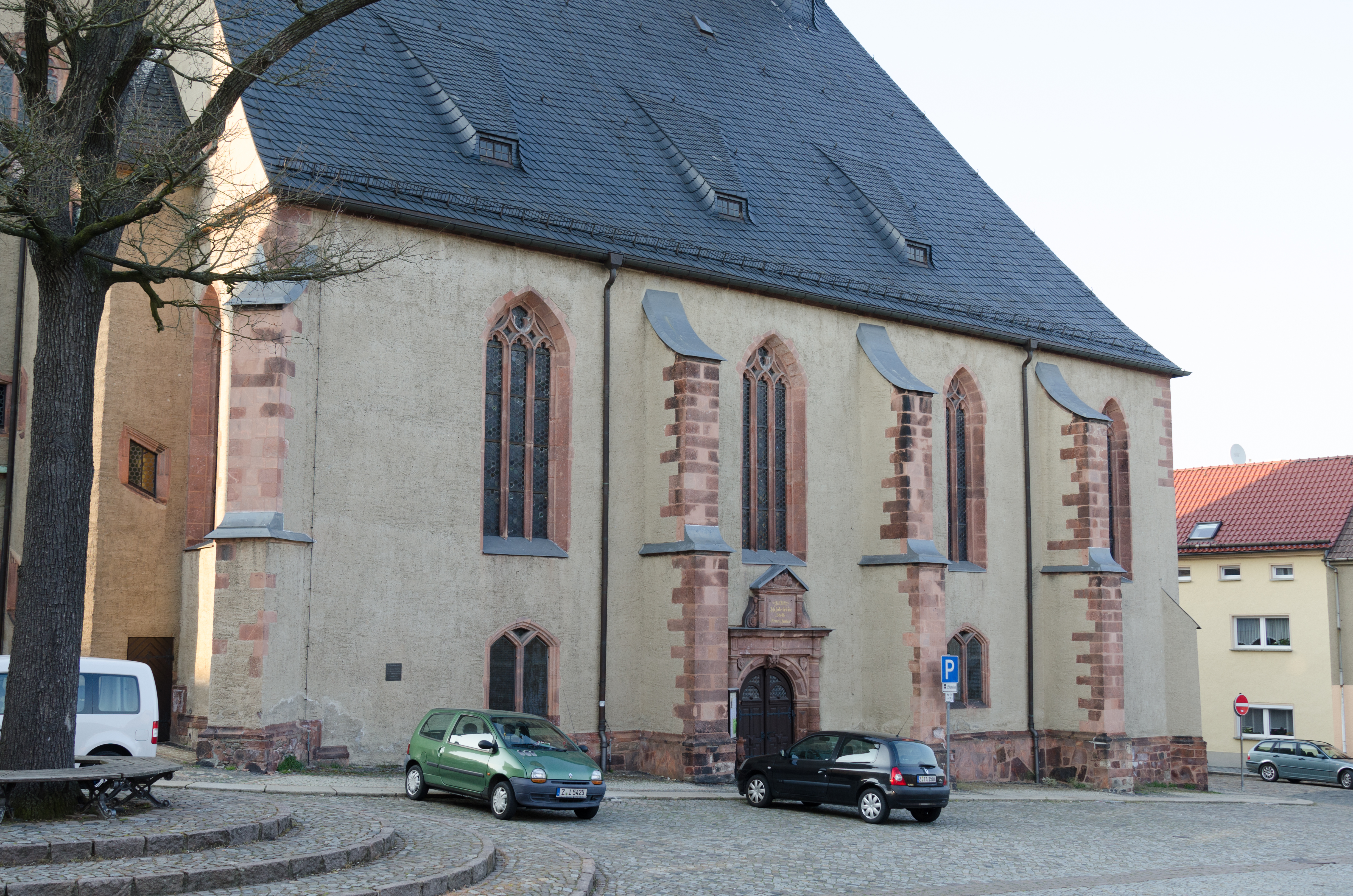
Südwestansicht

Die evangelische Stadtkirche St. Bartholomäus ist eine spätgotische Hallenkirche in Waldenburg im Landkreis Zwickau in Sachsen. Sie gehört zur Kirchengemeinde Waldenburg in der (Kirchen-)Region Glauchau im Kirchenbezirk Zwickau der Evangelisch-Lutherischen Landeskirche Sachsens und prägt das Stadtbild von Waldenburg.

## Geschichte und Architektur
Die Stadtkirche Waldenburg ist eine stattliche zweischiffige Hallenkirche aus Bruchsteinmauerwerk, deren Nordschiff und Chor mit Fünfachtelschluss nach 1430 und deren südliches Seitenschiff zusammen mit der Einwölbung des Bauwerkes in der zweiten Hälfte des 15. Jahrhunderts fertiggestellt wurden. Nach einem Brand des Turmes wurde dieser 1580/81 durch den Straßburger Steinmetzen Nickel Helth und den Zimmerermeister Krügel aus Oberlungwitz wiederaufgebaut, wobei der Turm im Innern neu gegliedert und ein Treppenturm im Westen angebaut wurde. Die Sakristei und das Südportal stammen aus der zweiten Hälfte des 16. Jahrhunderts. Eine Restaurierung erfolgte 1874 durch Gotthilf Ludwig Möckel, wobei die Portale und das Innere erneuert wurden. Weitere Restaurierungen erfolgten 1888/94 und 1936/39 mit einer Rückführung des Innenraumes in den gotischen Zustand und einer Verkürzung der Orgelempore sowie 1963/64 und 1986/90 mit umfassender Wiederherstellung des Inneren und des Äußeren.
An der Nordseite der Kirche sind die Sakristei und die Fürstenloge, die durch eine Treppe von außen zugänglich ist, angebaut. An der südlichen Langhauswand befindet sich ein prachtvolles Renaissanceportal aus der zweiten Hälfte des 16. Jahrhunderts mit dem Schönburgischen Wappen mit der Darstellung eines Straußes mit Hufeisen und den Initialen MS sowie eines Klöppels mit den Initialen AB in den Zwickeln. Auf dem Gebälk befindet sich eine Ädikula mit einer Inschrift und einer Darstellung des Salvator mundi im Dreiecksgiebel. Das Westportal, ebenfalls mit einer Darstellung des Salvator mundi, wurde 1894 fertiggestellt.
Der Chor wird durch spitzbogige Maßwerkfenster erhellt. Der Westturm mit quadratischem Grundriss und wohl auch der oktogonale Turmaufsatz entstammen wohl noch der zweiten Hälfte des 15. Jahrhunderts.
Im Innern prägen das breit proportionierte Hauptschiff mit Netzgewölbe und der Chor mit Sterngewölben den Raumeindruck; das seitenschiffartige Südschiff ist ebenfalls mit Sterngewölben über Achteckpfeilern geschlossen. Reste einer Renaissance-Empore sind im Westen unter der hölzernen Orgelempore erhalten.

## Ausstattung
Ein künstlerisch bedeutendes Renaissance-Epitaph von Christoph Walther II für den 1566 verstorbenen Grafen Hugo von Schönburg wurde 1847 aus der Kapelle des Schlosses Waldenburg hierher übertragen. Es zählt zu den bedeutendsten Werken seiner Gattung in Sachsen vor Giovanni Maria Nosseni und ist mit prächtiger korinthischer Säulenarchitektur und reicher, feingearbeiteter Ornamentik geschmückt.
Der zweigeteilte Sockel zeigt über dem Inschriftfeld drei Reliefmedaillons mit Darstellungen der Anbetung der Heiligen drei Könige, der Erschaffung Adams und das Opfer Noahs.
Im Mittelteil ist der Verstorbene als freiplastische Figur vor dem Gekreuzigten kniend dargestellt; im Hintergrund finden sich Flachreliefs mit der Taufe Christi und der Opferung Isaaks. Seitlich sind zwischen den Säulen in Nischen kleine Figuren eines Ritters, des Propheten Ezechiel, eines Königs mit Zepter und Schild und des Propheten Hoseas zu finden. Über dem stark verkröpften Gebälk steht ein zweistufiger Aufsatz mit zwei Wappenträgern seitlich des Inschriftfelds, darüber ein reich gearbeitetes Bogenfeld mit Gottvater und Engeln sowie seitlich Petrus und Johannes der Evangelist.
Ein reich verzierter achteckiger Taufstein aus der Zeit um 1600 ist mit Wappenkartuschen und Reliefs geschmückt, die unter anderem Christi Geburt, die Taufe Christi und Christus im Tempel darstellen. Im Chor finden sich zwei figürliche Grabdenkmäler aus dem 16. Jahrhundert für den Superintendenten Nicolaus Seidel († 1503) und für Eva von Schönburg, geborene Schenk von Landsberg († 1515).
Die Orgel ist ein Werk der Firma Jehmlich aus dem Jahr 1939 unter Verwendung von Teilen der Vorgängerorgel von Christian Gottlob Steinmüller (1844–1846).
Seit 1598 sind für den Turm der Kirche vier Glocken erwähnt (Daten im Abschnitt Geläut). Die drei größeren Glocken der Kirche waren nach dem Brand 1580/81 in der Freiberger Gießerei Hilliger gegossen worden. Ob die kleinste Glocke aus dem 13. Jahrhundert erst in jenen Jahren in die Kirche gelangte oder aus der alten Kirche stammt und den Brand von 1580 überstanden hatte, ist nicht geklärt.

## Geläut
Das Geläut besteht aus vier Bronzeglocken, der Glockenstuhl ist aus Eichenholz, wie auch die Joche.
Im Folgenden eine Datenübersicht des Geläutes:
| Nr. | Gussdatum | Gießer                      | Durchmesser | Masse   | Schlagton |
| --- | --------- | --------------------------- | ----------- | ------- | --------- |
| 1   | 1581      | Glockengießerei W. Hilliger | 1595 mm     | 2570 kg | des’+5,5  |
| 2   | 1580      | Glockengießerei W. Hilliger | 1274 mm     | 1400 kg | f’±0      |
| 3   | 1580      | Glockengießerei W. Hilliger | 1082 mm     | 780 kg  | ges’-1    |
| 4   | 13. Jh.   | Glockengießerei unbekannt   | 740 mm      | 290 kg  | es’’+7    |